# Bernard Van Aert
Bernard Van Aert, né le 8 septembre 1997 à Singkawang, est un coureur cycliste indonésien. Il participe à des compétitions sur route et sur piste. 

## Biographie
Bernard Van Aert est originaire de Singkawang, sur l'île de Bornéo. Il tire son nom de famille de son grand-père néerlandais qui a émigré en Indonésie. En 2023, il a décrit son homonyme belge Wout van Aert comme son idole, contre qui il aimerait courir un jour.
Bon sprinteur, il termine notamment troisième d'une étape du Tour de l'Ijen en 2018. Deux ans plus tard, il intègre l'équipe continentale Mula. Avec cette formation, il termine septième de la dernière étape du Tour de Langkawi, qui accueille plusieurs équipes européennes. Il participe également aux championnats d'Asie sur piste, où il s'adjuge deux médailles. 
Lors de la saison 2022, il se distingue au niveau international en finissant deuxième de l'omnium à Cali, dans le cadre de la Coupe des Nations,. Il finit par ailleurs cinquième de la course en ligne des Jeux d'Asie du Sud-Est. L'année suivante, il se classe troisième du championnat d'Indonésie du contre-la-montre, ou encore quatrième d'une étape du Tour de Thaïlande. Il décroche aussi une nouvelle médaille de bronze aux championnats d'Asie sur piste, dans l'américaine. 
En 2024, il prend la deuxième place du championnat d'Indonésie sur route. Sur piste, il devient vice-champion d'Asie de l'américaine et de l'omnium. Grâce à ses performances, il réussit à se qualifier pour les Jeux olympiques de Paris. Aligné sur l'omnium, il doit se contenter de la vingtième place.

## Palmarès sur route

### Par année
- 2023
  - 3e du championnat d'Indonésie du contre-la-montre
- 2024
  - 2e étape du Tour de Siak
  - 2e du championnat d'Indonésie sur route

### Classements mondiaux
| Année                                 | 2018  | 2019  | 2020 | 2021 | 2022  | 2023  | 2024 |
| ------------------------------------- | ----- | ----- | ---- | ---- | ----- | ----- | ---- |
| Classement mondial                    | 3262e | 2152e | nc   | nc   | 1730e | 2668e | 757e |
| UCI Asia Tour                         | 754e  | 200e  | nc   | nc   | 158e  | 293e  | 56e  |
|                                       |       |       |      |      |       |       |      |
| Légende : nc = non classéSource : UCI |       |       |      |      |       |       |      |

## Palmarès sur piste

### Coupe des Nations
- 2022
  - 2e de l'omnium à Cali

### Championnats d'Asie
- Jincheon 2020
  -  Médaillé d'argent de la course aux points
  -  Médaillé de bronze du scratch
- Nilai 2023
  -  Médaillé de bronze de l'américaine (avec Terry Yudha Kusuma)
- New Delhi 2024
  -  Médaillé d'argent de l'américaine (avec Terry Yudha Kusuma)
  -  Médaillé d'argent de l'omnium
- Nilai 2025
  -  Médaillé d'argent de l'omnium
  -  Médaillé de bronze de l'élimination
  -  Médaillé de bronze de l'américaine

### Championnats nationaux
- 2021
  - 2e du championnat d'Indonésie de l'omnium
- 2022
  -  Champion d'Indonésie de poursuite par équipes (avec Aiman Cahyadi, Odie Setiawan et Adhithia Alung Nugraha)
  - 2e du championnat d'Indonésie de l'omnium
  - 2e du championnat d'Indonésie de l'américaine
- 2023
  -  Champion d'Indonésie de l'américaine (avec Muhammad Andy Royan)
- 2025[5]
  -  Champion d'Indonésie de l'américaine (avec Muhammad Andy Royan)
  - 2e du championnat d'Indonésie de course aux points
  - 3e du championnat d'Indonésie du scratch